# Bentla D’Coth
Bentla D’Coth (* 29. Mai 1969) ist eine ehemalige indische Fußballschiedsrichterin.
Von 2001 bis 2010 stand D’Coth auf der Liste der FIFA-Schiedsrichter und leitete internationale Fußballspiele.
Beim olympischen Fußballturnier 2004 in Griechenland leitete D’Coth ein Gruppenspiel und ein Viertelfinale.
D’Coth wurde für insgesamt vier Asienmeisterschaften nominiert (2003, 2006, 2008 und 2010). Bei der Asienmeisterschaft 2006 in Australien pfiff D’Coth zwei Partien in der Gruppenphase. Bei der Asienmeisterschaft 2008 in Vietnam leitete D’Coth zwei Gruppenspiele und das Halbfinale zwischen Japan und China (1:3). Bei der Asienmeisterschaft 2010 in China wurde D’Coth ebenfalls bei zwei Gruppenspielen eingesetzt.
Zudem war D’Coth als Schiedsrichterin unter anderem bei der U-20-Weltmeisterschaft 2006 in Russland und bei der U-20-Weltmeisterschaft 2008 in Chile im Einsatz.
D’Coth kommt aus Ernakulam.